# Buck Privates Come Home
Buck Privates Come Home este un film de comedie american din 1947. În rolurile principale joacă actorii Bud Abbott și Lou Costello.
Film din 1941 în Buck Privates.

## Distribuție
- Bud Abbott ca Slicker Smith
- Lou Costello ca Herbie Brown
- Nat Pendleton ca Sergeant Collins
- Tom Brown ca Bill Gregory
- Joan Shawlee ca Sylvia Hunter